# 耐火金属
耐火金属（たいかきんぞく）は、熱と摩耗に非常に強い金属の一群を指す名前である。材料工学や金属工学などの主に工学分野で使われる表現である。どの元素が耐火金属であるかの定義は場合によって異なる。もっとも一般的な定義では5つの元素を含み、第5周期元素のニオブとモリブデン、第6周期元素のタンタル、タングステン、レニウムである。摂氏2,000度を超える高い融点、室温での高い硬さなど、いくつかの特徴を共通して有している。どれも化学的には不活性で、比較的高い密度を持つ。高い融点を持っていることから、こうした金属から部品を作り出す方法としては、粉末冶金が一般に選択される。耐火金属の用途としては、高温での金属加工工具、フィラメントなどの線材、金型、腐食性の環境における化学反応容器といったものの製作がある。高い融点のためもあり、耐火金属はとても高い温度までクリープ変形に対して安定である。

## 定義
耐火金属という用語の定義のほとんどでは、非常に高い融点を持つことを重要な要件としている。ある定義によれば、融点が摂氏2,200度を超えるものと分類するとしている。ニオブ、モリブデン、タンタル、タングステン、レニウムという5つの元素は、どの定義でも耐火金属に含まれる一方、融点が摂氏1,850度を超えるすべての元素という定義など、より広い範囲の定義では、チタン、バナジウム、クロム、ジルコニウム、ハフニウム、ルテニウム、ロジウム、オスミウム、イリジウムの9種類の中からいくつかが含まれる。人工放射性元素は耐火金属であるとはみなされていないが、テクネチウムは融点摂氏2,157度を持ち、ラザフォージウムの融点は摂氏2,100度であると予測されている。

## 特徴

### 物理的特徴
| 名称               | ニオブ | モリブデン | タンタル | タングステン | レニウム |
| ------------------ | ------ | ---------- | -------- | ------------ | -------- |
| 融点（K）          | 2,750  | 2,896      | 3,290    | 3,695        | 3,459    |
| 沸点（K）          | 5,017  | 4,912      | 5,731    | 5,828        | 5,869    |
| 融点 °C            | 2,477  | 2,623      | 3,017    | 3,422        | 3,186    |
| 沸点 °C            | 4,744  | 4,639      | 5,458    | 5,555        | 5,596    |
| 密度 g·cm−3        | 8.57   | 10.28      | 16.69    | 19.25        | 21.02    |
| ヤング率 GPa       | 105    | 329        | 186      | 411          | 463      |
| ビッカース硬さ MPa | 1,320  | 1,530      | 873      | 3,430        | 2,450    |

耐火金属の融点は、炭素、オスミウム、イリジウムを除けばあらゆる元素の中でもっとも高い。この高い融点が、こうした元素の用途の多くを決定している。レニウムは六方最密充填構造であるが、それ以外のすべての金属が体心立方格子を取る。これらの元素は周期表上異なる族に属しているため、ほとんどの物理的な性質は大きく異なっている。
クリープ耐性は、耐火金属の重要な特徴である。金属では、クリープの開始はその材料の融点と関係している。アルミニウム合金では摂氏200度でクリープが始まるが、耐火金属では摂氏1,500度以上にならないとクリープが始まらない。この高温での変形への耐性のため、耐火金属はジェットエンジンや鍛造用工具など、高温で強い力に耐える用途に適する。

### 化学的性質
耐火金属は、周期表上3つの異なる族に含まれているため、広く異なる化学的性質を示す。耐火金属は容易に酸化されるが、金属塊の場合は表面に安定な酸化物層が形成されるため、反応速度が遅くなる。特に、レニウムの酸化物は金属レニウムよりも揮発しやすいため、高温では酸化物層が揮発してしまうことから、酸化に対する安定性は失われる。耐火金属は酸に対しては比較的安定である。

## 用途
耐火金属は、照明、工具、潤滑剤、原子核反応の制御棒、助触媒、その化学・電気的性質を利用する用途などに用いられる。その高い融点のため、耐火金属を用いる部品は鋳造では製作しない。粉末冶金という方法が用いられる。純粋な金属の粉末を圧縮し、電流を用いて加熱し、さらに焼なましをしながら冷間加工が行われる。耐火金属は、針金、地金、配筋用材、板金、箔といったものに加工することができる。

### モリブデン合金
モリブデンをベースとした合金は、性質的にはより優れているタングステン合金に比べて安価であることから、広く用いられている。もっとも広く用いられているモリブデンの合金は、チタン-ジルコニウム-モリブデン合金を略してTZMと呼ばれるもので、チタン0.5パーセント、ジルコニウム0.08パーセント、残りをモリブデンで構成したものである。この合金は高温においてより高いクリープ耐性と強度を持ち、摂氏1,060度より高い温度でも用いることができる。また、モリブデン70パーセントとタングステン30パーセントの合金であるMo-30Wは、溶融した亜鉛による攻撃に対する強い抵抗性から、亜鉛の鋳造作業に理想的な材料となっている。溶融亜鉛用のバルブの製作にも用いられる。
モリブデンは、水銀と合金（アマルガム）を形成せず、水銀による腐食に強いことから、水銀接点継電器に用いられる。
モリブデンは耐火金属の中ではもっとも広く用いられる。もっとも重要な用途は、鋼鉄の合金の強化である。鋼管を用いた配管や構造体にはよくモリブデンが添加されており、ステンレス鋼の多くにも使用される。高温での強度、摩耗耐性、摩擦係数の低さといった特性はいずれも、合金に配合する材料として非常に有用なものである。摩擦を減らす優れた特性から、特に信頼性や性能が重要な場所で、潤滑油やグリースに配合される。自動車用の等速ジョイントではモリブデンを含有するグリースが用いられる。化合物は非常に容易に金属に貼りつき、非常に硬く摩擦に耐えるコーティングを形成する。世界中のモリブデン鉱石の多くは中華人民共和国、アメリカ合衆国、チリ、カナダで採掘される。

### タングステンおよびその合金

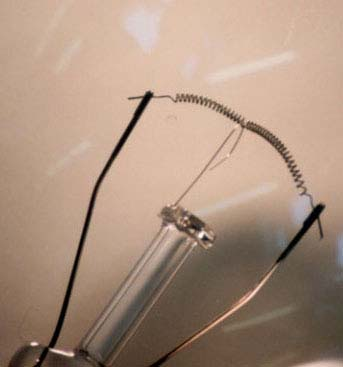
200ワットの白熱電球のフィラメントを大きく拡大した画像

タングステンは1781年に、スウェーデンの化学者カール・ヴィルヘルム・シェーレによって発見された。タングステンはすべての金属で最も高い融点、摂氏3,410度を持つ。
最大22パーセントまでのレニウムをタングステンと合金にすることで、その高温強度と摩耗耐性を強化することができる。電弧（電気アーク）を形成する必要があるときには、合金構成材としてトリウムが用いられる。トリウムを添加しない場合に比べて、電弧が容易に発生し、より安定的に維持される。粉末冶金用途では、焼結処理において結合剤を用いなければならない。タングステン重合金の製造においては、ニッケルと鉄の混合物、またはニッケルと銅の混合物が、結合剤として広く用いられる。合金におけるタングステンの構成率は通常90パーセント以上である。タングステン粒子への結合剤の拡散は、焼結温度においてもかなり低く、粒子の内部はほぼ純タングステンである。
タングステンとその合金は、高温の環境で高い強度が必要であるが、高い密度は問題とならないような場所で良く用いられる。タングステン製のフィラメントは、大多数の家庭用白熱電球に用いられるが、産業用の放電灯の電極としても用いられる。より高い温度で電力を光に変換することで、電球の効率が上がるため、白熱電球のフィラメントの用途では高い融点であることが重要である。TIG溶接の設備では、溶融しない恒久的な電極を用いる。高い融点と電弧に対する摩耗抵抗性のため、タングステンが電極材料として適切なものとされている。
タングステンの高い密度と強度は、兵器の弾体として使用する際にも重要な特徴となる。例えば、戦車砲弾に劣化ウランを使う代わりの材料となる。タングステンは高い融点を持つことから、ポラリスミサイルなど、ロケットエンジンノズルのような用途に用いるためにも良い材料となる。タングステンの用途の中には、耐火金属としての特徴とは関係せず、単に高い密度に関連しているものもある。たとえば、航空機やヘリコプター、あるいはゴルフクラブのヘッドにおけるバランスウェイトとしての役割がある。この用途では、より高価なオスミウムなど、同等の密度の材料であれば同様に使用できる。
タングステンのもっとも一般的な用途は、ドリルや機械加工、切削工具などに炭化タングステンという化合物の形で用いられるものである。タングステンの最大埋蔵量は中華人民共和国が保有しており、他に韓国、ボリビア、オーストラリア、その他がある。
また、ノズルやブッシングなどにおいて、保護コーティングやその他の多くの形で、潤滑剤や抗酸化物質として用いられる。タングステンは他に、印刷用インク、X線スクリーン、写真薬剤、石油製品処理、布の防炎加工などでも用いられる。

### ニオブ合金

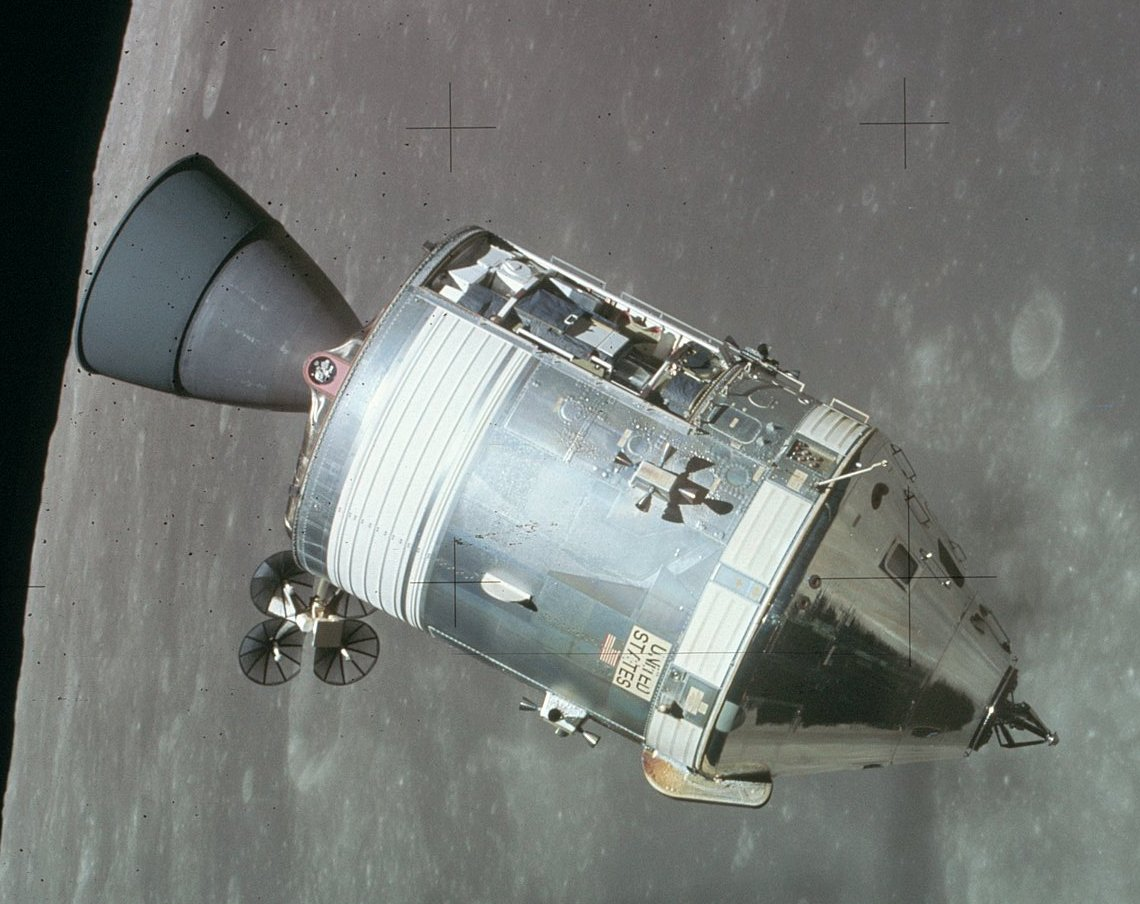
アポロ司令・機械船のロケットノズルはニオブ-チタン合金でできている

ニオブは、ほぼ常にタンタルと同時に採掘され、タンタルの名前の由来であるギリシア神話における王のタンタロスの娘であるニオベーにちなんで名づけられている。ニオブには多くの用途があり、その中には他の耐火金属と共通のものがある。焼なましを使って広い範囲の強度と弾性を実現でき、耐火金属の中ではもっとも低い密度を持つという点が特徴である。電解コンデンサやもっとも実用的な超伝導合金でも用いられる。ニオブは航空機のガスタービン、真空管や原子炉などでも用いられる。
アポロ月着陸船のメインエンジンなど、液体ロケットスラスターノズルに用いられる合金はC103と呼ばれるもので、89パーセントのニオブ、10パーセントのハフニウム、1パーセントのチタンからなる。また、アポロ司令・機械船のロケットノズルには異なるニオブ合金が用いられている。ニオブは摂氏400度を超えると酸化されるため、合金がもろくなってしまうのを避けるために、こうした用途では保護コーティングが必要となる。

### タンタルとその合金
タンタルは、利用可能な材料としては最大級に腐食耐性が高い。
この特徴に関連して、タンタルの多くの重要な用途が見出されており、特に医療・外科用とや強い酸性環境に用いられる。また優れた電解コンデンサを作るためにも用いられる。タンタルの誘電率は高く、電気素子と回路の小型化が可能となる。多くの携帯電話やコンピュータがタンタルコンデンサを使っている。

### レニウム合金
レニウムは、耐火金属の中では最後に発見された元素である。他の耐火金属や白金、銅などの鉱石の中に、他の多くの金属とともに低い濃度で含まれている。他の耐火金属と合金を形成することに有用で、展延性と強度を増す効果がある。レニウムの合金は、電子部品、ジャイロスコープ、原子炉などに用いられている。レニウムのもっとも有用な用途は触媒である。アルキル化、脱アルキル化、水素化、酸化といった反応の触媒として用いられる。しかし希少な元素であることから、耐火金属の中ではもっとも高価である。

## 長所と短所
耐火金属とその合金は、卓越した性質と実際的有用性の有望さから、研究者の注目を集めるものである。
モルブデン、タンタル、タングステンといった耐火金属の物理特性、特に強度と高温での安定性から、高温金属加工や真空炉技術といった用途の材料に適する。多くの特別な用途がこの特性を生かしており、例えばタングステンの電球フィラメントは3,073ケルビンまでの温度で動作し、モリブデンの加熱炉巻線は2,273ケルビンまで耐える。
しかし、多くの耐火金属にとって、低温での成形性の悪さ、高温で非常に酸化しやすいことなどは欠点である。雰囲気との相互作用は、高温でのクリープ強度に重要な影響がありうる。こうした金属の使用には、保護的な雰囲気かコーティングが必要となる。
モリブデン、ニオブ、タンタル、タングステンなどの耐火金属合金は、宇宙原子力システムに用いられてきた。こうしたシステムはおおよそ1,350ケルビンから1,900ケルビンで動作するように設計されていた。問題の物質と環境は相互作用してはならなかった。液体アルカリ金属が熱交換材として用いられ、また超極真空で用いられた。
これらの合金の高温でのクリープ変形は、用途を限定するものとしている。クリープ変形は1 - 2パーセントを超えるべきではない。耐火金属のクリープ特性検討のさらなる複雑化要因としては、雰囲気との相互作用があり、クリープ特性に大きく影響している。